# 82-га паралель північної широти
82-га паралель північної широти — лінія широти, що лежить на 82 градуси північніше земної екваторіальної площини, за Північним полярним колом, в Арктиці. Вона проходить через Північний Льодовитий океан та Північну Америку.
На цій широті під час літнього сонцестояння сонце видно 24 години (полярний день), а під час зимового сонцестояння протягом доби тривають астрономічні сутінки (полярна ніч).
Станція Алерт, найпівнічніше постійне поселення на Землі, розташоване приблизно посередині між 82-ю та 83-ю паралелями північної широти.

## Список географічних об'єктів, що перетинає 82° пн. ш.
Починаючи з Гринвіцького меридіану та рухаючись на схід, 82-га паралель північної широти проходить через:
| Координати                                                 | Країна, територія або море | Примітки                                                          |
| ---------------------------------------------------------- | -------------------------- | ----------------------------------------------------------------- |
| 82°0′ пн. ш. 0°0′ сх. д. / 82.000° пн. ш. 0.000° сх. д.    | Північний Льодовитий океан | Проходить північніше острова Рудольфа, Земля Франца-Йосифа, Росія |
| 82°0′ пн. ш. 89°0′ зх. д. / 82.000° пн. ш. 89.000° зх. д.  | Канада                     | Нунавут — проходить через острів Елсмір                           |
| 82°0′ пн. ш. 62°34′ зх. д. / 82.000° пн. ш. 62.567° зх. д. | Протока Нерса              |                                                                   |
| 82°0′ пн. ш. 59°59′ зх. д. / 82.000° пн. ш. 59.983° зх. д. | Гренландія                 | Проходить через Землю Ньєбо[en]                                   |
| 82°0′ пн. ш. 54°13′ зх. д. / 82.000° пн. ш. 54.217° зх. д. | Фьорд Сент-Джордж[en]      |                                                                   |
| 82°0′ пн. ш. 52°43′ зх. д. / 82.000° пн. ш. 52.717° зх. д. | Гренландія                 | Проходить через острів Гендрік                                    |
| 82°0′ пн. ш. 51°34′ зх. д. / 82.000° пн. ш. 51.567° зх. д. | Фьорд Шепарда Осборна[en]  |                                                                   |
| 82°0′ пн. ш. 49°0′ зх. д. / 82.000° пн. ш. 49.000° зх. д.  | Гренландія                 | Проходить через Землю Вулффа[en]                                  |
| 82°0′ пн. ш. 46°31′ зх. д. / 82.000° пн. ш. 46.517° зх. д. | Фьорд Вікторія[en]         |                                                                   |
| 82°0′ пн. ш. 32°26′ зх. д. / 82.000° пн. ш. 32.433° зх. д. | Гренландія                 | Проходить через льодовик Крістіана Еріксена                       |
| 82°0′ пн. ш. 29°57′ зх. д. / 82.000° пн. ш. 29.950° зх. д. | Фьорд Індепенденс          |                                                                   |
| 82°0′ пн. ш. 24°48′ зх. д. / 82.000° пн. ш. 24.800° зх. д. | Гренландія                 | Проходить через мис Петера Хенріка                                |
| 82°0′ пн. ш. 23°55′ зх. д. / 82.000° пн. ш. 23.917° зх. д. | Фьорд Хаген[en]            |                                                                   |
| 82°0′ пн. ш. 23°10′ зх. д. / 82.000° пн. ш. 23.167° зх. д. | Гренландія                 | Проходить через мис Рігсдаген                                     |
| 82°0′ пн. ш. 22°13′ зх. д. / 82.000° пн. ш. 22.217° зх. д. | Північний Льодовитий океан | Море Ванделя                                                      |
| 82°0′ пн. ш. 21°18′ зх. д. / 82.000° пн. ш. 21.300° зх. д. | Гренландія                 | Проходить через острів принцеси Тіри[en]                          |
| 82°0′ пн. ш. 20°43′ зх. д. / 82.000° пн. ш. 20.717° зх. д. | Північний Льодовитий океан | Море Ванделя                                                      |
| 82°0′ пн. ш. 20°17′ зх. д. / 82.000° пн. ш. 20.283° зх. д. | Гренландія                 | Проходить через острів принцеси Маргарет[en]                      |
| 82°0′ пн. ш. 17°50′ зх. д. / 82.000° пн. ш. 17.833° зх. д. | Північний Льодовитий океан |                                                                   |